# Johann Nestroy
Johann Nepomuk Nestroy, född 7 december 1801 i Wien, död 25 maj 1862 i Graz, var en österrikisk dramatiker, skådespelare och sångare.

## Biografi
Efter debutår som sångare och aktör vid skilda scener blev Nestroy efterhand främst komiker. Från 1831 verkade han i Wien, där hans stora framgångar ledde honom fram till en post som chef för Carl-Theater 1854-60. Från 1827 var han även litterärt verksam och författade samt bearbetade ett 80-tal pjäser för sin repertoar, som omfattade folkligt realistiska lustspel som Lumpacivagabundus (1833; fritt översatt till svenska av Frans Hodell 1865 som Andersson, Pettersson och Lundström) och Freiheit in Krähwinkel (1848), parodier (bland annat på verk av Friedrich Hebbel och Ferdinand Raimund) samt lokalaktuella sångspel som Wiener Possen. Nestroys samlade verk har utgetts i flera upplagor, bland annat 1924-30 i 15 band med biografi av Otto Rommel.
Nestroy har flera gånger uppförts i Sverige, bland annat i bearbetning av August Blanche och Frans Hodell.